# Pegesimallus irwini
Pegesimallus irwini là một loài ruồi trong họ Asilidae. Pegesimallus irwini được Londt miêu tả năm 1980. Loài này phân bố ở vùng nhiệt đới châu Phi.